# Château d'Échéry
Pour les articles homonymes, voir Échéry.
Le château d’Échéry est un château en ruine de la commune de Sainte-Croix-aux-Mines, dans la région Grand Est.

## Localisation du château
Ce château situé au Petit Rombach, un hameau de Sainte-Croix-aux-Mines, est aujourd'hui complètement en ruine. Il est aussi connu sous le nom de château du Haut-Échéry et au début de son existence il s'appelait le château de Belmont. Il a été construit au XIIIe siècle par les nobles d'Échéry qui exploitèrent les mines d'argent. Les ducs de Lorraine tenaient à cette époque l'advocatie du prieuré de Lièpvre. Le château d'Échéry s'élevait sur un pic rocheux, formant une saillie à l'intersection des vallons de Jaboumont et de la Vraie côte qui dominait le fond de la vallée d'une hauteur d'environ 100 mètres. Ce château permettait d'observer tout mouvement de troupes dans la vallée, puisqu'il n'existait qu'une seule route qui passait alors par le Petit Rombach. La route de Sainte-Marie-aux-Mines n'existait pas encore. Elle ne verra le jour qu'à partir de 1721. La route du Petit Rombach est probablement celle qui fut construite par l'abbé Fulrad à l'époque du règne de Pépin le Bref en l'an 750 qui permettait de relier la Lorraine et l'Alsace.

## Les Eckerich sous-voués des moines d'Échéry

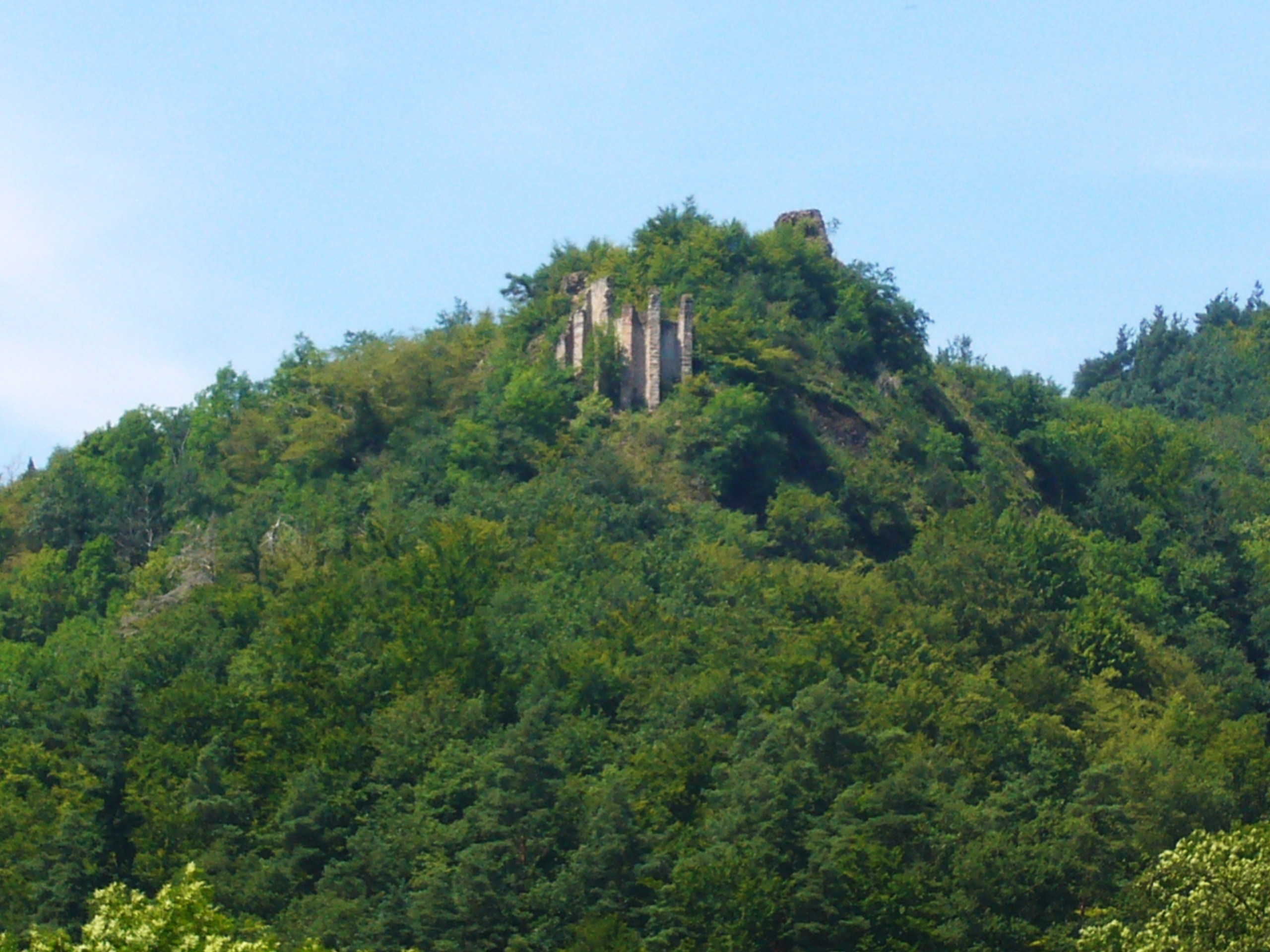
Vue sur la ruine du château d'Échéry depuis le hameau du Petit Rombach à Sainte Croix-aux-Mines.

Dans ses notes manuscrites, Adolphe Lesslin rapporte que les ducs de Lorraine nommèrent les seigneurs d'Eckerich sous-voués du monastère et leur permirent, par libéralité de construire un château au Petit Rombach. Quoique cette affirmation soit accompagnée d'aucune preuve, elle est confirmée par des documents qui font de la seigneurie d'Échéry un fief des ducs de Lorraine, et elle concorde avec le fait que la sépulture des Eckerich soit située au Prieuré de Lièpvre. Les nobles d'Eckerich jouent un rôle important dans la vallée. Leur famille est puissante et se divise en plusieurs branches dont l'une prend le nom de Waffler ou Waffeler. Ils sont connus comme Schultheiss impériaux de la ville de Schlestadt (Sélestat) de 1299 à 1352. En 1312, Henri Waffler cède cette charge à Godefroy comte de Linange pour la somme de 400 marcs d'argent.
Il convient de préciser qu'il ne faut pas confondre Échéry du Petit Rombach avec celui qui est situé à Sainte-Marie-aux-Mines et qui porte le même nom et qui se trouve à 6 km et que l'on appelait le Haut-Échéry (en allemand Hoh-Eckerich). L'Échéry du Petit Rombach portait le nom de Alt-Eckerich (le vieil Échéry) dont l'existence semble datée de la période où les moines de Gorze exploitaient la région. On pense que ce sont ces derniers qui ont donné au XIIe siècle les mines aux nobles d'Échéry pour les soustraire des convoitises des seigneurs locaux d'Alsace et de Lorraine.

## Jean d'Échéry assassiné par ses propres cousins

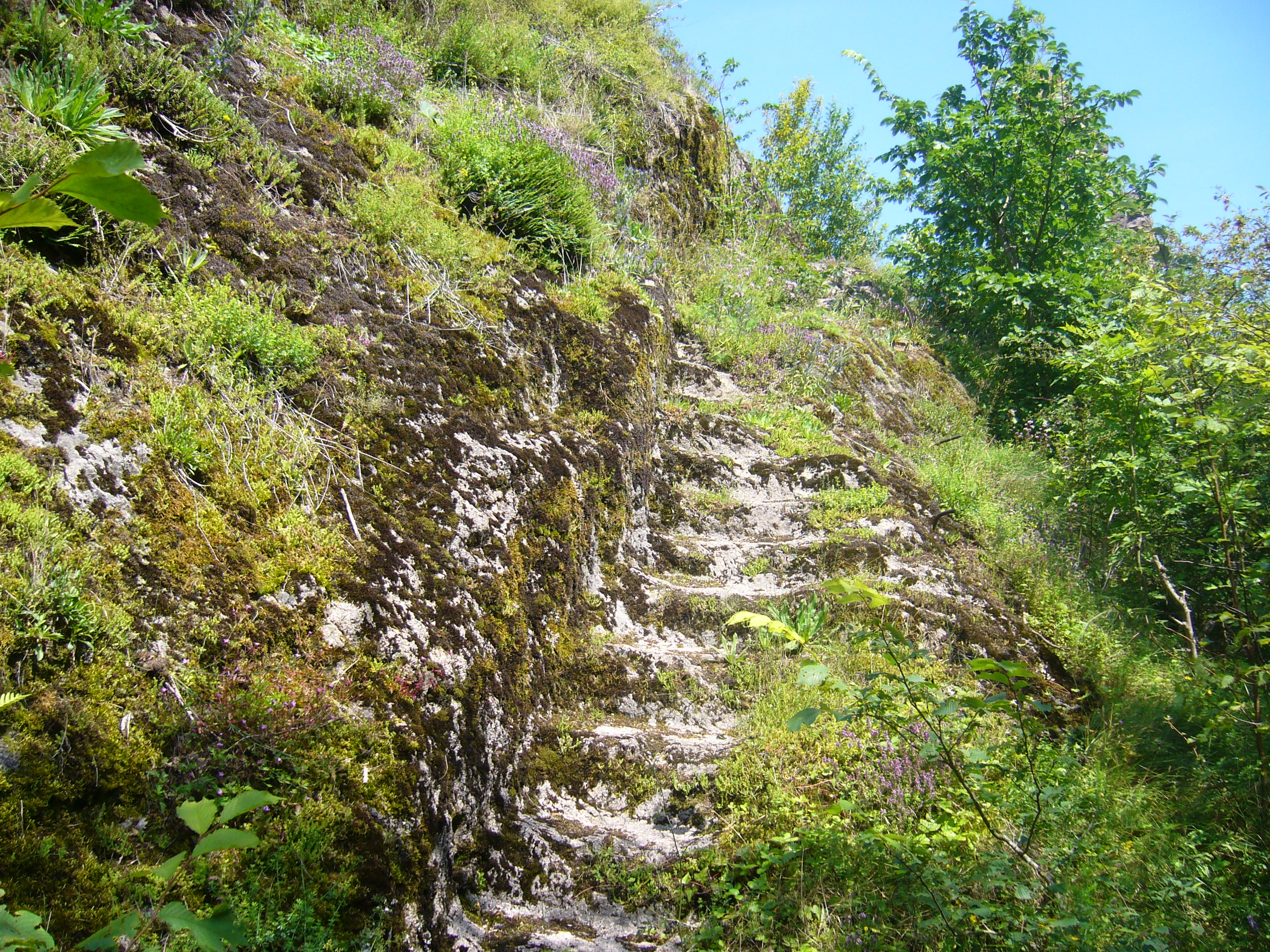
Sentier débouchant sur le sommet du château d'Échéry.

Gérard ou Gunther d'Eckerich est mentionné pour la première fois dans une charte de Henri comte de Werd, Landgrave de la Basse-Alsace datée de 1232. Une branche de cette famille prit le nom de Waffler et c'est sous ce titre qu'un nommé Walther paraît dans deux documents datés de 1239 et 1259 signés par deux évêques de Strasbourg, Berthold et Henri. Henri, Gérard, Cunon et Cuncermann d'Eckerich surnommé Waffler vivaient tous en 1279.

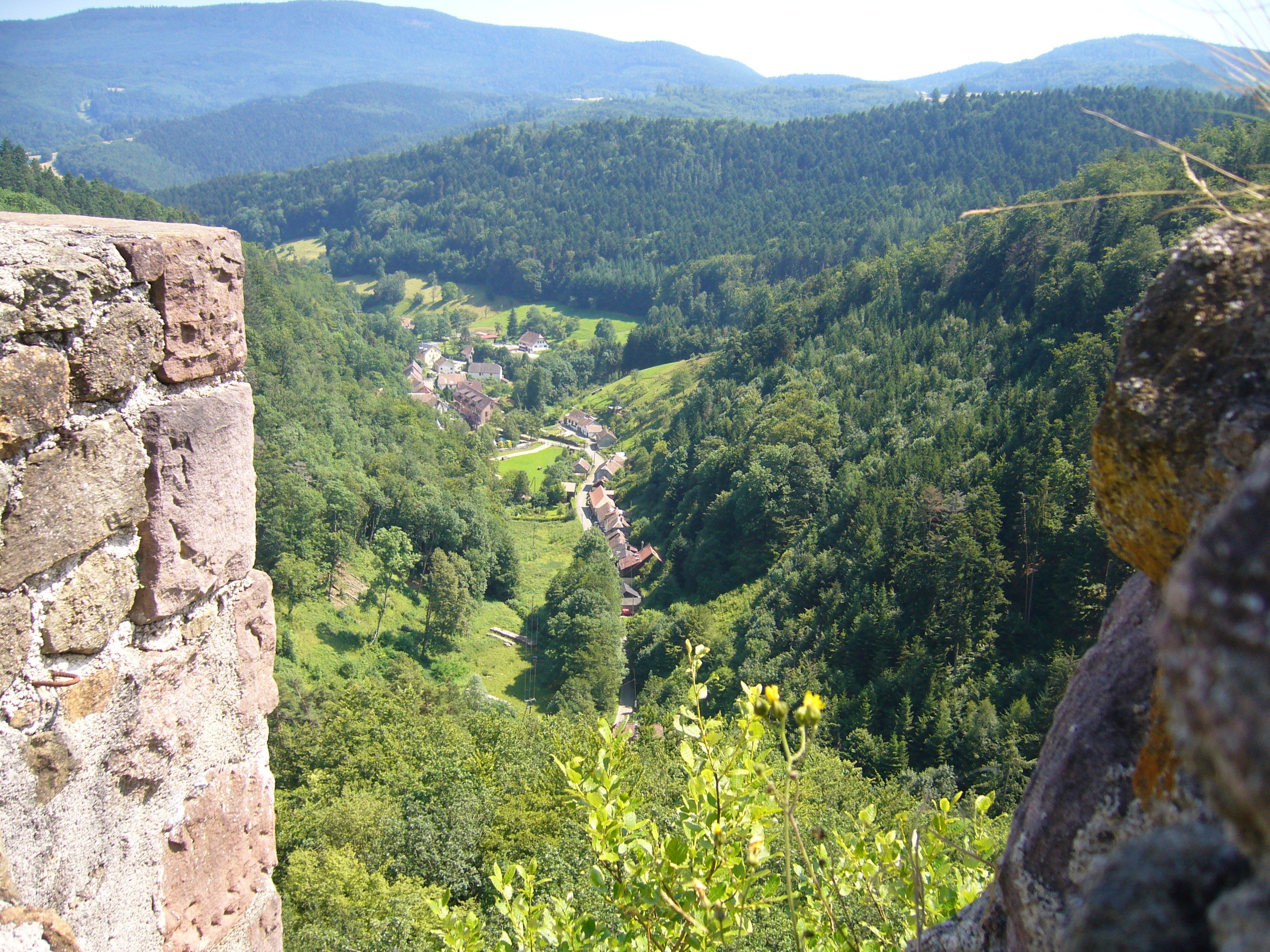
Vue sur le Petit Rombach depuis le sommet du château d'Échéry.

Le plus puissant d'entre eux, Jean d'Échéry fut assassiné en 1284 par ses propres cousins sans doute avec l'approbation du duc de Lorraine, Ferry III (1251-1303). Le sire de Hohenstein qui était alors Landvogt d'Alsace, avec qui il avait de très bons rapports voulut se venger de sa mort et assiégea la même année le château dont il deviendra maître en peu de temps. En 1284, le landvogt d'Alsace assiège avec des forces considérables le castrum. Comme ce château était un fief des ducs de Lorraine, le duc Ferry III en confia la garde en 1286 à Conrad évêque de Strasbourg. Ce prélat le conserva pendant trois ans puis le même duc le confia à son cousin le seigneur de Blamont. Mais les nobles d'Échéry rentrèrent cependant peu de temps après en possession du château qu'ils conservèrent jusqu’à leur extinction. Ferry IV dit le Lutteur mariée à la fille d'Albert Ier de Habsbourg, empereur germanique et archiduc d'Autriche (1312-1328), fils de Thiébaut II (1303-1312) investit en 1316 Henri Waffler d'Échéry de tous les fiefs du Val de Lièpvre relevant de son duché. Ce château resta longtemps en sa possession. En 1331, une partie du château parvient par mariage à Werner Gutman de Hattstatt. En 1331, encore, Jean d'Échéry, qui a participé avec le duc de Lorraine à la guerre contre le comte de Bar, enferme dans le donjon de son château trois prisonniers de marque pour lesquels il réclame une rançon de 750 livres tournois. Le nom de Jean d'Échéry est rappelé en 1336 dans une liste faisant partie des nobles vassaux de l'évêché de Strasbourg. En 1338, les villes impériales sont en guerre contre l'évêque de Strasbourg, Berthold de Bucheck. Parce que Jean d'Échéry commande les troupes de Sélestat, l'évêque ravage le Val de Lièpvre et assiège le château. Il fit la paix en 1350 avec plusieurs seigneurs d'Alsace et avec Marie, duchesse et régente de Lorraine. Il eut un fils nommé Jean qui mourut en 1381 fermant ainsi la lignée des Échéry. En 1374, Jean, duc de Lorraine cède à Bruno de Ribeaupierre les fiefs qu'il pourra lui échoir à la mort de Conrad et Werner de Hattstatt et des enfants de Jean d'Échéry. Au XIVe siècle les villages de Saint-Maurice et La Vancelle sont donnés en fief aux nobles d'Échéry. En 1381, la famille d'Échéry s'éteint.

## Le château est partagé entre les Hattstatt et les Rappolstein

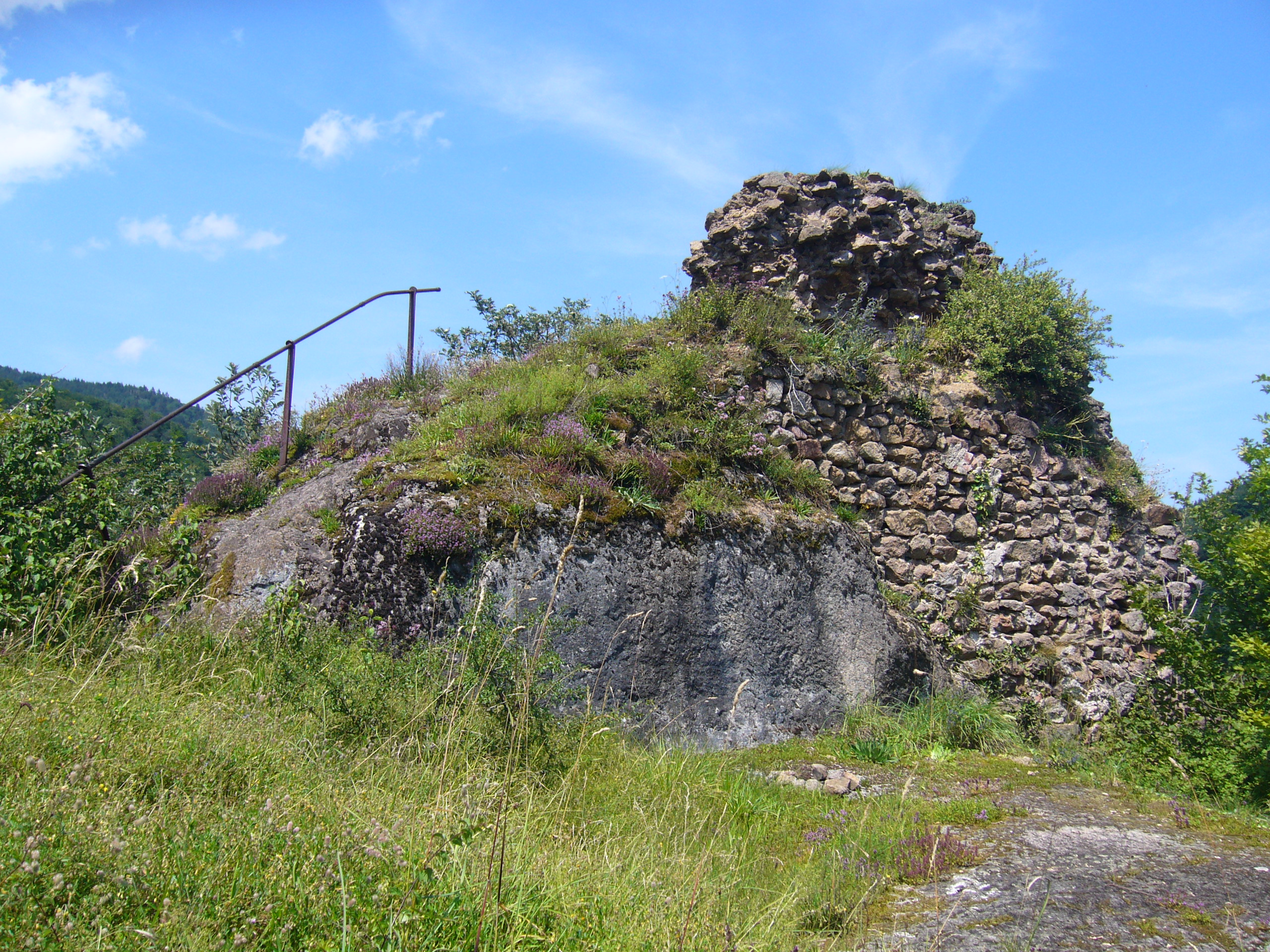
Sommet du château d'Échéry.

Avec la mort du dernier des Échéry, le château passa aux ducs de Lorraine qui en étaient les héritiers directs et l'autre moitié aux sires de Rappolstein (Ribeaupierre) héritiers allodiaux des Échéry. Les querelles sont fréquentes entre les deux familles. Les ducs accordèrent leur portion en fief aux nobles alsaciens des Hattstatt. Cette famille alsacienne (fin du XIIe – XVIe siècle) portait le nom d'un château fort au sud de Colmar apparu sous Conrad I le jeune (cité entre 1162-1188). Elle possédait aussi des biens dans la vallée de Munster, autour de Gérardmer et de la Bresse et près de Ferrette, Soultzbach-les-Bains, Herrlisheim et Wihr-au-Val. Les Hattstatt tinrent des fiefs des rois de Germanie, des ducs de Lorraine, des évêques de Strasbourg et de Bâle, de l'abbaye de Murbach, des comtes de Ferrette, de Horbourg, puis du Wurtemberg, ainsi que des ducs du Brabant. En 1404, on trouve un nommé Frédéric détenir la moitié de ce fief du duc Charles puis aux héritiers jusqu’à l'extinction de cette famille en 1585. En 1452, Gaspard et Guillaume de Ribeaupierre le donnèrent en fief au chevalier Adam d'Andolsheim et à sa femme Lucie. Ils se voient ainsi confier la garde de la moitié du château tenu par les Rappolstein. À la mort d’Adam d'Andolsheim en 1472, c'est son cousin Hermann Waldner qui lui succédera. En 1512, les Ribeaupierre engagent un certain Walther de Uttenheim à Ramstein leur part du château contre une somme de 1 200 florins à rembourser sur 12 ans et en 1519 un nouveau réméré le livre à Conrad Rieff pour huit ans, contre une avance de 600 florins. On sait que Schassmann avait donné en fief la partie du Val de Lièpvre appartenant aux Ribeaupierre à l'abbaye de Murbach. 
Cependant, malgré toutes ces donations intervenues entre-temps, l'abbaye de Murbach continua néanmoins de jouir des terres du Val de Lièpvre. Du côté lorrain les Hattstatt en feront de même en 1463. À plusieurs reprises le château va servir de prison, notamment lorsque les Hattstatt y enfermaient des bourgeois de la ville de Mulhouse lors du conflit qui opposa la cité à la noblesse turbulente du secteur très attaché au camp autrichien des Habsbourg. C'est avec Frédéric de Hattstatt que les deux frères Maximin et Schassmann de Rappolstein, possesseurs de l'autre moitié du château passèrent le 9 décembre 1399 un traité de paix castrale (traité de Burgfrid). Cette moitié fut confiée en 1507 en fief à Jean Walther de Greidt, abbé de l'abbaye de Murbach, puis la partie orientale fut confiée en fief au prince Maximilien-Joseph des Deux Ponts qui le tient en fief du chapitre équestral de Guebwiller.

## Le château est abandonné

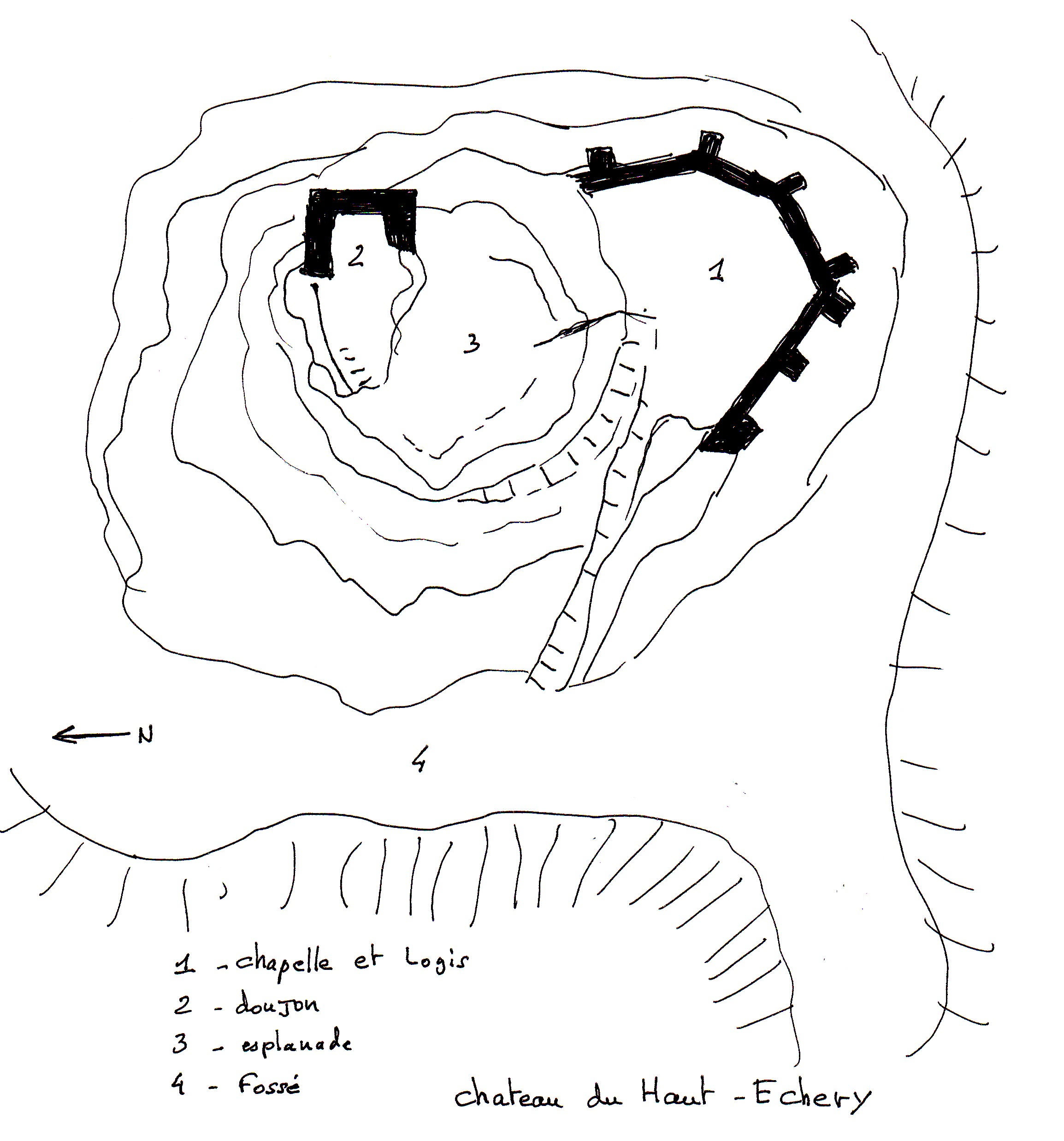
Croquis relevé sur place.

Le château d'Échéry sera finalement abandonné en 1587 à l'extinction de la famille des Hattstatt, peut-être ruiné par la guerre de trente ans. En 1586, un devis — qui se trouve aux archives départementales de Meurthe-et-Moselle — donne un aperçu des réparations qu'il conviendrait de faire. Selon Ernest Blech le château consistait en un carré long, précédé à l'ouest d'une vaste cour polygonale, entourée de murailles et flanquée de tours aux angles. Un fossé de 4 à 5 mètres de large séparait le château de la montagne. Pour arriver au donjon situé au nord, il fallait franchir cinq portes protégées par des tours et gravir quatre escaliers taillés dans le roc. La façade du château avait trois étages, et en 1810 elle était encore assez bien conservée. La chapelle était située à l'est, en dehors de l'enceinte. Des fouilles ont été réalisées en 1856 : un trou carré au milieu du château s'est révélé être une citerne. En 1631, sont mentionnés pour la dernière fois dans les comptes de Lorraine, les corvées dues par les sujets du Val pour la réparation du château.
En 1749, le château sert toujours de geôle à des marchands suisses qui ne sont libérés qu'en versant de fortes sommes d'argent. La ruine se trouve à 508 mètres d'altitude et surplombe le vallon du Petit Rombach. Il n'en reste aujourd'hui que quelques rares vestiges : les ruines du mur bouclier, au sommet du rocher et quelques contreforts de la chapelle castrale. Des escaliers sont taillés dans le rocher.
C'est le seul monument historique du Haut-Rhin qui a été déclassé, le 12 mai 1932, en raison de son délabrement avancé. Il avait été classé le 6 décembre 1898. Il y a eu quelques travaux de restauration, mais ils ont été arrêtés. Aujourd'hui ce château n'est plus qu'un amas de ruine envahit par les ronces et des arbres sauvages, et son accès reste très difficile en l'absence de chemin balisé pour y parvenir.

## Les sires d'Eckerich enterrés au prieuré de Lièpvre

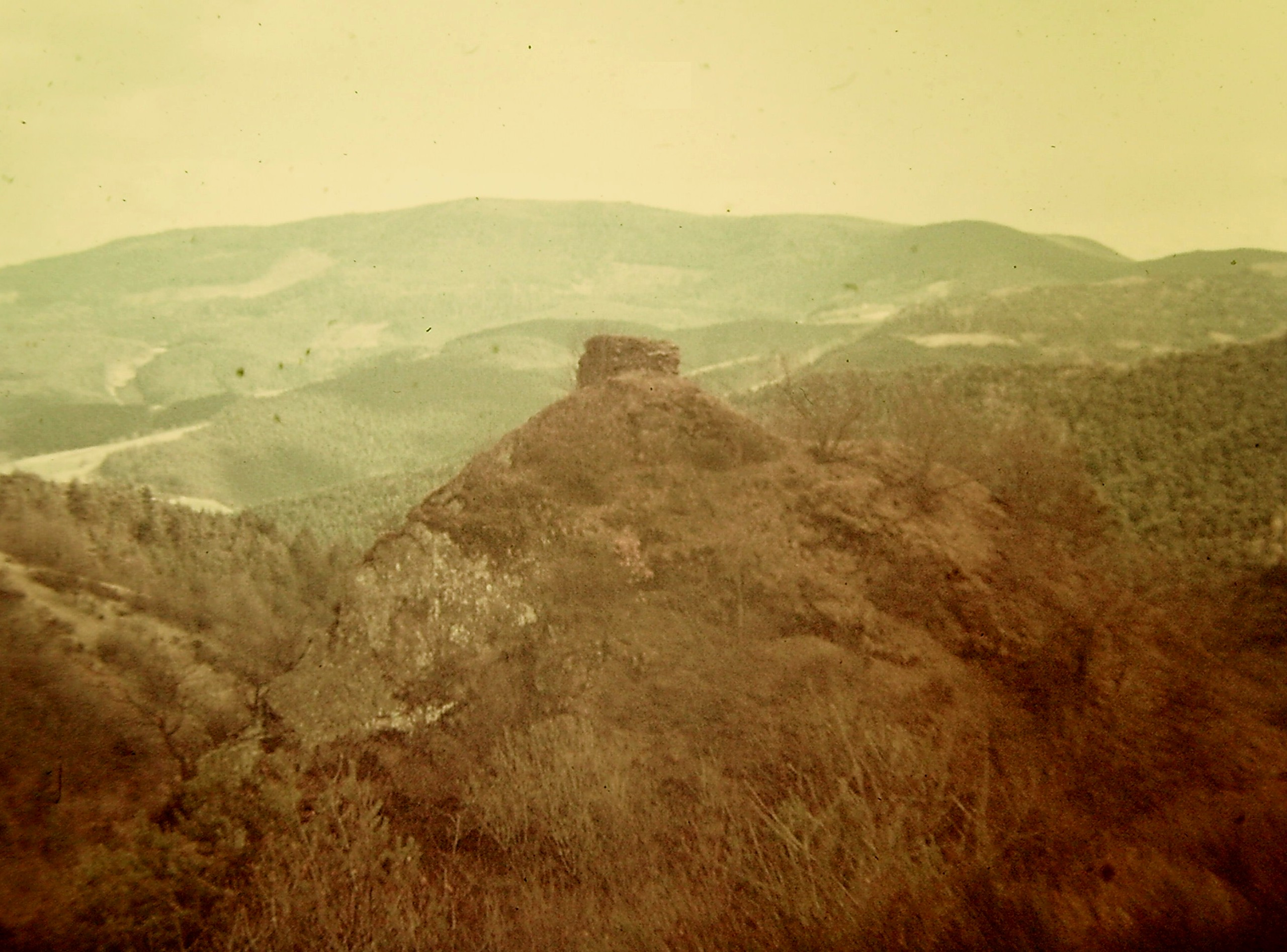
Vue arrière du rocher et du château.

Deux pierres tombales ont longtemps été aperçus à l'intérieur même du prieuré de Lièpvre où ils avaient leur sépulture. L'une des deux a longtemps servi de table d'autel dans l'église actuelle de Lièpvre, puis a été placé ensuite dans le cimetière entourant l'église. Elle est placée actuellement à l'intérieur de l'église et porte sur les trois côtés de la face l'inscription en caractères gothiques suivante: Hie Ligent|| Die Eckeric und Ruwent In|| Gottes Friden (« Ici sont couchés ceux d'Eckerich et reposent dans la paix de Dieu »). L'autre pierre tombale a été conservée à Lièpvre dans le jardin de MM. Dietsch, dans le vaste établissement industriel construit sur l'emplacement même de l'ancien prieuré de Lièpvre, et l'inscription, disposée comme une sur la première tombe, était illisible, à l'exception des deux mots Eckerich et Militis; ce dernier mot fait penser qu'elle couvrait les restes d'une châtelaine d'Échéry.